# Stigma (gruppo musicale)
Gli Stigma sono stati un gruppo musicale deathcore italiano proveniente da Mondovì (CN). La loro musica mescolava il death metal di scuola svedese a svariate influenze riconducibili alla scena statunitense degli ultimi anni, con particolare riferimento a band storiche del panorama death e hardcore, il tutto unito a testi ispirati ai temi e ai personaggi chiave del cinema horror.

## Storia
La band nasce nel 2000 grazie al cantante Stefano "Vlad" Ghersi e al chitarrista Morgan Ferrua, ma è solo nel 2002 con l'arrivo del bassista Flavio Magnaldi e del batterista Stefano Ghigliano, che il sound proposto diventa più personale e il nome inizia a farsi conoscere nell'underground italiano.
Di lì a breve vengono realizzati due EP, Metamorphosis nel 2003 ed Epitaph of Pain nel 2004, che permettono al gruppo di esibirsi di supporto ad artisti di fama mondiale quali Entombed, Napalm Death, Soulfly, Converge, Job for a Cowboy, Marduk, Bring Me the Horizon, Despised Icon, Bleeding Through e The Black Dahlia Murder oltre a partecipare al festival tedesco Wacken Open Air e a quello sloveno Metal Camp Festival nell'estate del 2005.
Dopo poco più di un anno dedicato alla composizione del primo album e ad esibirsi in giro per l'Italia, gli Stigma arruolano Andrea Bailo alla chitarra solista ed entrano negli studios di Ettore Rigotti (Disarmonia Mundi) nell'inverno 2007 per registrare il loro primo album, intitolato "When Midnight Strikes!", uscito a marzo 2008 sull'etichetta statunitense Pivotal Rockordings.
Per il primo singolo "I Am Dracula" viene girato un videoclip nella chiesa sconsacrata di S.Chiara a Mondovì (CN).
L'album, che vanta la partecipazione di membri di The Classic Struggle, Dark Lunacy e Slowmotion Apocalypse, è un concept interamente ispirato ai capolavori interpretati da Bela Lugosi e Boris Karloff, nei primi decenni del novecento ed è composto da undici tracce.
Il tour di promozione di "When Midnight Strikes!" dura fino a settembre 2009 e si conclude con un tour europeo denominato "OK Then, Let's Shred!" e due concerti in Italia in compagnia di Bring Me the Horizon, A Day to Remember e August Burns Red.
La band, dopo essersi separata dal chitarrista Morgan Ferrua, è entrata in studio per registrare l'album Concerto for the Undead, prodotto da Jona Weinhofen, chitarrista dei Bring Me the Horizon ed ex Bleeding Through e mixato da Scott Atkins, già al lavoro con band quali Behemoth, Cradle of Filth e Sylosis. L'album è un concept ispirato dal cult americano Tales from the Crypt e vanta la partecipazione di membri di Dead to Fall e The Red Shore. La band, che ha da poco annunciato Giacomo "Jack" Poli come nuovo secondo chitarrista, ha di recente firmato per l'etichetta STOMP Entertainment per il mercato australiano e ha intrapreso il tour di supporto al nuovo album.
Nei primi mesi del 2012 la band si scioglie. I 4 componenti al momento dello scioglimento danno vita a un nuovo progetto, The Doomsayer, con tendenze più metalcore rispetto ai precedenti lavori.

## Formazione

### Ultima
- Stefano "Vlad" Ghersi - voce (2000-2012)
- Andrea Bailo - chitarra (2007-2012)
- Flavio Magnaldi - basso (2002-2012)
- Stefano Ghigliano - batteria (2002-2012)

### Ex componenti
- Davide Garro - chitarra (2009)
- Morgan Ferrua - chitarra (2000-2009)
- Matteo Diano - basso (2000-2002)
- Gabriele Chiarla - batteria (2000-2002)
- Giacomo "Jack" Poli - chitarra (2010-2011)

## Discografia

### Album in studio
- 2008 - When Midnight Strikes!
- 2010 - Concerto for the Undead

### EP
- 2003 - Metamorphosis
- 2005 - Epitaph of Pain